# Emanuel
Emanuel – imię męskie pochodzenia biblijnego. Wywodzi się od słowa עִמָּנוּאֵל oznaczającego „Bóg z nami”. Imię mesjasza oraz kilku świętych katolickich. Żeński odpowiednik to Emanuela.
Emanuel imieniny obchodzi: 25 stycznia, 26 marca, 10 lipca i 11 października.

## Osoby o tym imieniu
- bł. Emanuel Martin Sierra
- Emmanuel Chedal
- Lorenzo Da Ponte (E. Conegliano) – włoski poeta, librecista m.in. W.A. Mozarta
- Emmanuel-Dieudonné d' Hautefort – francuski dyplomata
- Emanuel Konstanty Imiela – śląski pisarz
- Immanuel Kant
- Emanuel Lasker
- Immanuel Naidjala (ur. 1984) – namibijski bokser wagi koguciej
- Manuel Neuer
- Manuel Faißt
- Manuel Feller
- Manuel Fettner
- Manuel Osborne-Paradis
- Manuel Poppinger
- Emanuel „Manu-L” Gut
- Emmanuel Macron
- Emmanuel Nsubuga
- Emmanuel Le Roy Ladurie
- Emmanuel Levinas – francuski filozof
- Emmanuel Olisadebe
- Emmanuel Radnitzky
- Emanuel Schikaneder – austriacka osobowość teatralna (impresario, aktor, librecista, którego najważniejszym dziełem jest Czarodziejski flet)
- Emmanuel Roidis (1836–1904) – grecki pisarz, publicysta i krytyk
- Pierre-Emmanuel Dalcin
- Ignacy Emanuel Lachnicki
- Manu’el Trajtenberg